# 徐明正
徐明正（1957年—），陕西武功人，汉族，中华人民共和国政治人物、第十二届全国人民代表大会陕西地区代表。
毕业于西北农学院农学系专业。加入中国民主建国会。担任陕西省旅游局副局长。2008年起担任全国人大代表。2013年，担任全国人大代表。